# Dobrzeń Mały
Dobrzeń Mały is een plaats in het Poolse district  Opolski (Opole), woiwodschap Opole. De plaats maakt deel uit van de gemeente Dobrzeń Wielki en telt 750 inwoners.